# Geld auf der Straße
Geld auf der Straße ist ein österreichisch-deutscher Spielfilm aus dem Jahr 1930 von Georg Jacoby mit Georg Alexander in der Hauptrolle sowie dem bis dahin noch weitgehend unbekannten Hans Moser und der knapp 16-jährigen Nachwuchsmimin und Filmdebütantin Hedwig Kiesler, die zum Ende desselben Jahrzehnts in Hollywood als Hedy Lamarr eine große Karriere starten sollte, in weiteren Rollen. Die Geschichte basiert auf dem gleichnamigen Lustspiel von Rudolf Bernauer und Rudolf Österreicher.

## Handlung
Der kleine Bankangestellte Peter Paul Lutz ist der personifizierte Optimist, den es stets danach drängt, bei einem Minimum an (Arbeits-)Aufwand ein Maximum an Profit herauszuschlagen. Dass er bei dieser Lebensauffassung de facto jedoch ständig pleite ist, nimmt wenig Wunder. Gemeinsam mit seinem besten Freund Bornhausen, als pflichtbewusster und sparsamer Zeitgenosse das absolute Gegenteil von ihm, besucht er eines Abends ein Nachtlokal. Auf dem Nachhauseweg behauptet Lutz ihm gegenüber im Übermut, er könnte aus dem Kieselstein, den er vor Bornhausens Augen aufhebt, jederzeit eine Menge Geld (eine Million österreichische Schillinge) machen, wenn er es nur wolle. Und so wirft Peter Paul eben dieses Steinchen an ein x-beliebiges Wohnungsfenster. Er trifft das des sehr auf seinen Ruf bedachten Kammersängers Dallibor, der gerade ungebeten Besuch bei sich hat: Es handelt sich um die Bankierstochter Dodo Reimbacher, die sich durch ihren aufdringlichen Aufenthalt beim Maestro selbst zu kompromittieren versucht, um einer ebenso anberaumten wie ungewünschten Verlobung zu entgehen.
Auf diese Weise lernen sich Peter Paul und Dodo kennen und verlieben sich im Lauf der Zeit rasch ineinander. Dodo hat sofort die Idee, den kleinen Bankangestellten im Haus ihres schwerreichen Bankdirektor-Vaters einzuführen, wo Lutz prompt kein Fettnäpfchen auslässt und für heillose Verwirrung sorgt. Dies ist Dodo sehr recht, denn mit seiner linkischen Art erweist sich Peter Paul bei ihr daheim als veritabler Verlobungscrasher. Als der unerwünschte Neuankömmling dann auch noch ein für den Hausherrn bestimmtes Telegramm in die Hände bekommt, in dem vom massiven Anstieg der Columbus-Aktien die Rede ist, scheint sich Lutzens Glaube an sein gutes Karma auf geradezu wundersame Weise zu bestätigen: Er übernimmt genau diese von Dodos Onkel Albin Jensch zum Verkauf angebotenen Wertpapiere und wird dank dieser Transaktion am Folgetag schlagartig zu einem gemachten Mann. Da er nun über reichlich Geld verfügt, kommt der geborene Lebenskünstler und Bonvivant Peter Paul Lutz für die Bankiersfamilie Reimbacher auch als Schwiegersohn infrage.

## Produktionsnotizen
Die Dreharbeiten zu Geld auf der Straße, dem ersten österreichischen Tonfilm überhaupt, begannen im September 1930 und endeten im darauf folgenden Monat. Die Uraufführung erfolgte am 11. November 1930 im Wiener Stafa-Kino. Die Berliner Premiere war am 29. Dezember 1930 im UFA-Theater am Kurfürstendamm.
Nikolaus Deutsch übernahm die Produktionsleitung, Hans Jacoby entwarf die von Emil Stepanek ausgeführten Filmbauten. Alfred Norkus sorgte für den Ton. Robert Leistenschneider übernahm die Aufnahmeleitung.
Die erfahrene Bühnenkünstlerin Rosa Albach-Retty gab hier, bereits 55-jährig, ihren Einstand vor einer Filmkamera. Hugo Thimig und Hans Thimig, die hier Bankiersvater und -sohn verkörpern, waren auch im wahren Leben Vater und Sohn. Harry Payer singt ein Chanson von Stefan Weiß.

## Musik
Folgende Musiktitel wurden unter der Leitung des Arrangeurs Frank Fox gespielt:
- Ein Blick aus verschleierten Augen
- Lach’ mich nicht aus, weil ich Dir so treu bin!
- Mir ist alles einerlei, ganz einerlei

Diese Lieder erschienen im Musikverlag Ludwig Doblinger-Verlag (Bernhard Herzmansky), Wien und Leipzig.

## Kritiken
Das Neue Wiener Tageblatt befand: „Das amüsante Stück, von witzigen Einfällen und einer handfesten Theaterpraktik getragen, übt unter der umsichtigen Regie Georg Jacobys, auch auf der Leinwand volle Wirkung, zumal ihm eine Darstellung zugute kommt, die ganz wunderbar auf das scharmante, heitere, graziöse Wiener Kolorit abgestimmt ist. Georg Alexander macht die Karussellfahrt ins blinde Glück mit einer Selbstverständlichkeit, die manchmal an Menjou erinnert. (…) Dann ist Moser da, dieser köstliche, echt menschliche Komiker, der sofort auch die Filmszene beherrscht, wenn er sie betritt. (…) Ein schöner, ehrlicher Erfolg.“
In Wiens Wiener Zeitung heißt es: „„Geld auf der Straße“ ist der erste österreichische Film, der wirklich auf der Höhe der Weltproduktion steht. Das geschmackvolle Buch fand die geschmackvolle Regie Georg Jacobys. Die Photographie ist erstklassig. Die Bauten und Interieurs sind scharf und plastisch.“
Die Österreichische Film-Zeitung schrieb: „… man kann erfreulicherweise feststellen, dass dieser Film nicht nur ausgezeichnet gemacht und technisch hervorragend gelungen ist, sondern auch jeden Vergleich mit den besten bisher gezeigten ausländischen Produktionen aushält. Georg Jacoby hat die Regie besorgt und dies bildete von vornherein eine Gewähr dafür, dass ein Zugstück bester Sorte zustande kam. Die Handlung ist wirklich sehr effektvoll gestaltet … .“